# Karabinerhaken
Ein Karabinerhaken oder kurz Karabiner ist ein Haken mit federunterstütztem Schnapperverschluss. Ursprünglich wurde er von Kavalleristen genutzt, um den Karabiner schnell am Bandelier zu befestigen.
Karabiner dienen zur schnellen Befestigung an Ösen und Schlaufen. Für leichte Gegenstände reichen einfache Karabiner mit geringen Bruchlasten. Sicherheitskritische Anwendungen erfordern das Einhalten von Normen.

## Geschichte

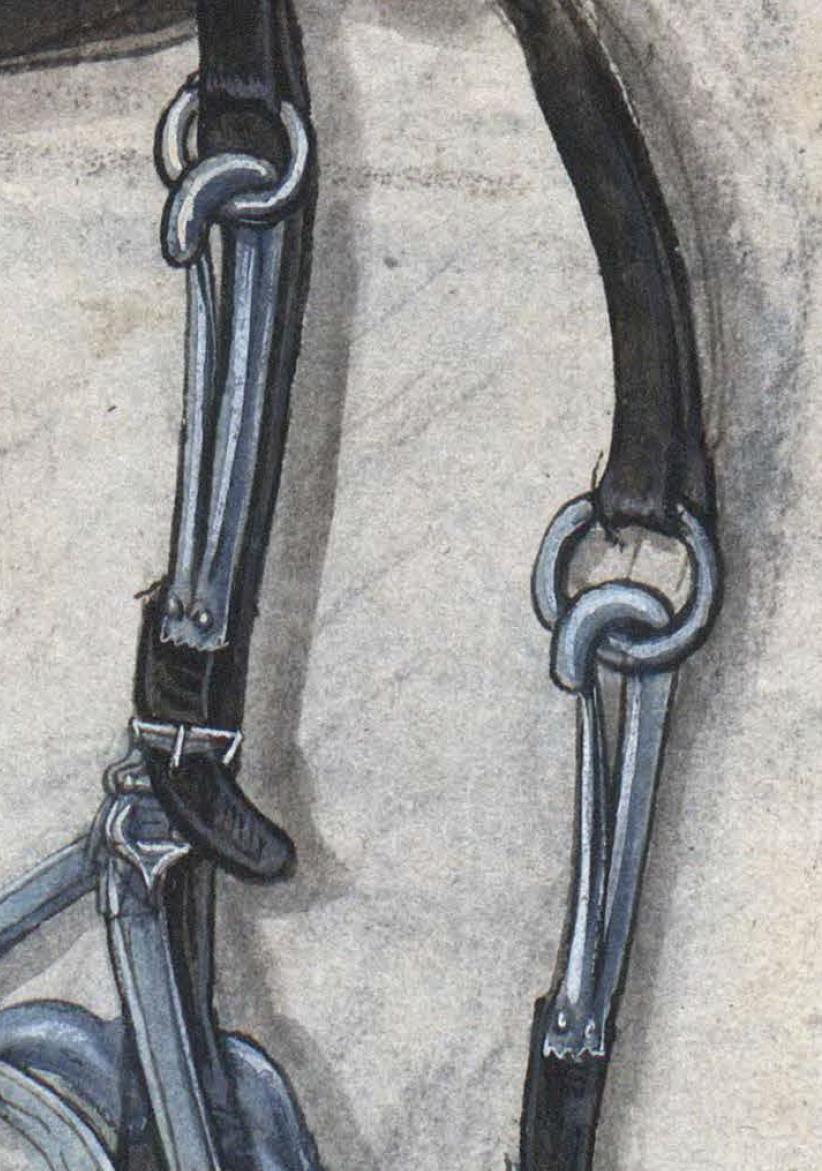
Frühe Darstellung von Karabinerhaken, Löffelholz-Codex (etwa 1505), Detail Folio 38v

Erwähnt wird eine vergleichbare Vorrichtung bereits im 1616 erschienenen Werk Kriegskunst zu Pferdt des Militärschriftstellers Johann Jakob von Wallhausen:

„… daran ein Schleiff von Eysen hat mit einem Häcklein, so ein Feder, umb daß, das Rohr, so er hinein hanget, ihm nicht kan herauß fallen.“

Eine erste Beschreibung findet sich bereits 1785 in einer Ausgabe der Oeconomischen Encyclopädie:

„Der Karabiner-Haken ist ein länglich gebogener Ring, welcher an einem Ende breiter, als an dem andern ist, und auf der einen langen Seite eine Oeffnung hat, an welcher inwendig eine elastische Feder befestigt ist, die bey dem Drucke des beweglichen Theiles nachgibt, aber auch sogleich, wenn der Karabiner–Ring eingesteckt ist den Theil des Hakens, welcher beweglich ist, und vorn am Ende eine Spitze hat, welche in die andere Hälfte des Ringes paßt, zurück schlägt und schließt.“

Von einer florierenden Karabinerhakenherstellung wird in dem Reisebericht Neueste Reise durch England, Schottland, und Ireland aus dem Jahr 1799 berichtet:

„… lieferte Wolverhampton die feinsten Stahlarbeiten, in Schnallen, Knöpfen, Ringen, Uhrketten usw. Alle Fabriken dieser Art müssten jetzt fast verschwunden seyn, währe nicht der bedeutende Gegenstand von Degengefäßen und Karabinerhaken übrig geblieben, und mehr, als jemals, verlangt worden. […] Einfache und doppelte Karabinerhaken (Single and double Swivels) sind, seit Errichtung der Volonteers, aufs lebhafteste in Nachfrage gekommen.“

In Italien begann 1830 Giuseppe Bonaiti Karabinerhaken für die Schifffahrt herzustellen.
In den USA wurde am 7. April 1868 ein einfacher Karabinerhaken zur Verbindung von Kettengliedern patentiert.
Im Bergsport wurden die ersten Karabinerhaken um 1900 eingeführt.
Der Mythos, dass sie vom deutschen Kletterer Otto „Rambo“ Herzog erfunden oder entwickelt wurden, ist widerlegt. Allerdings nutzte er sie für einige anspruchsvolle Anstiege und neue Techniken.

## Anwendungen

Benutzung eines Karabinerhakens

Karabiner werden im Allgemeinen dazu verwendet Gegenstände schnell an Ösen und Schlaufen zu befestigen.
Insbesondere werden Karabiner in Systemen zur Absturzsicherung in verschiedenen Bereichen verwendet.
Zum Klettern verwendete Karabinerhaken bestehen aus Gewichtsgründen fast ausschließlich aus Aluminium. Gelegentlich werden für das Bergsteigen zwei Karabiner mit einer Gurtschlaufe fest verbunden. Diese Expressset genannte Kombination eignet sich besonders, um ein Seil an einem Fixpunkt zu befestigen.
Auch beim Gleitschirmfliegen und Hängegleiten werden Karabiner als Verbindungselement zwischen Fluggerät und Gurtzeug eingesetzt. Dies sind Verschlusskarabiner mit geraden Kanten, um ein eingelegtes Gurtband möglichst gleichmäßig zu belasten. Im Gegensatz zum Bergsport mit seinen Aluminium-Karabinern bestehen diese häufig auch aus Stahl.
Taucher verwenden Wirbelkarabiner (auch „Bolt Snaps“ oder „Schnapphaken“) aus Edelstahl. Neben der Korrosionsbeständigkeit lassen sie sich weniger leicht unabsichtlich öffnen und Führungsleinen verfangen sich nicht unbemerkt im Haken.
Im Alltag dient der Karabiner zur Befestigung von kleineren Gegenständen. An Hundeleinen befinden sich zum schnellen Öffnen ein Scherenkarabinerhaken. An Schmuckstücken werden Karabinerhaken als Verschluss von Ketten verwendet.

### Normative Voraussetzungen
Kletterer benutzen nur Karabiner, die mindestens der Norm DIN EN 12275 genügen. Diese definiert Mindestbruchlastwerte und Prüfverfahren für Ausrüstung im Klettersport. Demnach müssen Karabiner geschlossen in Längsrichtung mindestens 20 kN halten, bei Querbelastung 7 kN, und bei offenem Schnapper typabhängig 6–7 kN. Für Klettersteig zugelassene Karabiner haben Bruchlastwerte von mindestens 25 kN, da diese beim Sturz größeren Belastungen ausgesetzt sind. Nennbruchlastwerte müssen für den geschlossenen und geöffneten Zustand sowie für Querbelastung unauslöschlich am Karabiner gekennzeichnet sein. Weiterhin sind typabhängige Öffnungsweiten und die Widerstandsfähigkeit des Schnappers gegen Druck in Öffnungsrichtung festgelegt.
Daneben definiert die UIAA ebenfalls eine Norm, die strengere Maßstäbe an die Haltbarkeit anlegt. Zwar sind Bergsteigerkarabiner häufig nach UIAA zertifiziert, doch ist dies nicht zwingend nötig, um sie in Verkehr bringen zu dürfen.
Für den gewerblichen Einsatz, sowohl bei seilunterstützten Arbeitsverfahren als auch bei der Anwendung in Absturzsicherungssystemen, müssen zugelassene Karabiner den Anforderungen der DIN EN 362 Verbindungselemente entsprechen.
Karabiner unterliegen den Regularien für persönliche Schutzausrüstung, zumindest sofern sie gewerblich eingesetzt werden, und müssen jährlich von Sachkundigen geprüft werden. Schadhafte Karabiner können lebensgefährlich sein, weswegen sich eine regelmäßige Prüfung auch beim Klettern empfiehlt.

## Aufbau

1: Schnapper
2: Verschluss
3: Nase
4: Rücken
5: Bogen

Im Wesentlichen besteht ein Karabiner aus einem Haken und einem Schnapper, der durch eine Feder geschlossen gehalten wird. Der Bogen dient zur Aufnahme der Last, so dass der Karabiner in Längsrichtung belastet wird. Dabei bildet der Schnapper mit der Nase eine formschlüssige Verbindung. Wird der Karabiner in Querrichtung oder mit offenem Schnapper belastet, sind die Bruchlastwerte stark reduziert.
Schnapper können als massive Vollschnapper oder als Drahtschnapper konstruiert sein. Drahtschnapper sind leichter und brauchen keine zusätzliche Feder, die sie geschlossen halten. Das geringere Gewicht ist besonders beim Klettern von Vorteil. Dabei geht es allerdings weniger um das zu tragende Gepäck, als vielmehr die Trägheit des Schnappers. Wenn der Karabiner gegen den Untergrund schlägt, kann der Schnapper für einen Sekundenbruchteil geöffnet sein (Whiplash-Effect). Mit einem weniger trägen Drahtschnapper ist diese Zeitspanne und somit auch das Risiko für Offenbelastung reduziert. Außerdem kommen Schnapper in gerader oder gebogener Form. Ein gebogener Schnapper erleichtert das Einhängen von Gegenständen. So besitzt der untere Karabiner eines Expresssets häufig einen gebogenen Drahtschnapper. Schnapper mit Verschluss gibt es ausschließlich als gerade Vollschnapper.
Um einen Form- und Kraftschluss zwischen Schnapper und Karabinerkörper herzustellen, ist die Nase häufig hakenförmig gestaltet. Diese Form hat allerdings den Nachteil, dass sich Gegenstände beim Aushängen daran verhaken können. In Situationen, die ein schnelles Aushängen erfordern, greift man auf andere Konstruktionen wie den Keylock zurück, der eine Verdickung statt eines Hakens vorweist. Bei Drahtschnappern kommt man nicht ohne hakenförmige Nase aus, doch auch hier gibt es Systeme mit versenkten Nasen, die ein Verhaken verhindern sollen.

### Verschluss
Für sicherheitskritische Anwendungen ist der Karabiner mit einem selbstveriegelnden Verschluss versehen. Im manuell geöffneten Zustand befindet sich die Hülse federbelastet über dem Schnapper und gibt die Aufnahme frei. Zum Schließen  schiebt sie sich automatisch nach oben über die Aufnahme und verhindert, dass der Schnapper versehentlich geöffnet wird.
In der gewerblichen Anwendung werden heutzutage ausschließlich selbstverriegelnde Verschlusskarabiner verwendet. Da sich Schrauber und Twist-Lock Karabiner versehentlich öffnen können, haben sich im gewerblichen Bereich Tri-Lock Karabiner etabliert.

#### Schraubverschluss
Die Verschlusshülse wird beim Schraubkarabiner auf einem Gewinde geführt, ähnlich einem Maillon Rapide. Sie ist so relativ sicher gegen versehentliches Verschieben, da zum Öffnen mehrere Umdrehungen (normgerecht mindestens 3) der Schraubhülse in einer Richtung nötig sind, was bei zufälligem Kontakt relativ unwahrscheinlich ist.
In der gewerblichen oder rettungstechnischen Anwendung werden wegen möglicher menschlicher Fehler selbstverriegelnde Karabiner eingesetzt.

#### Twist-Lock
Beim Twist-Lock-Karabiner ist die Verschlusshülse so lang, dass sie auch im offenen Zustand über die Verbindungsstelle zwischen Schnapper und Körper reicht. Sie hat jedoch eine Aussparung, die das Öffnen ermöglicht (siehe Bild des Gleitschirm-Karabiners). Diese liegt zum Öffnen auf der Karabiner-Außenseite und wird durch eine Feder mit einer Vierteldrehung um den Schnapper in die Geschlossen-Stellung gebracht. Dieser Mechanismus kann zusätzlich durch andere Maßnahmen gesichert werden, die den Verschluss in der Geschlossen- oder Offen-Position fixieren.

#### Tri-Lock

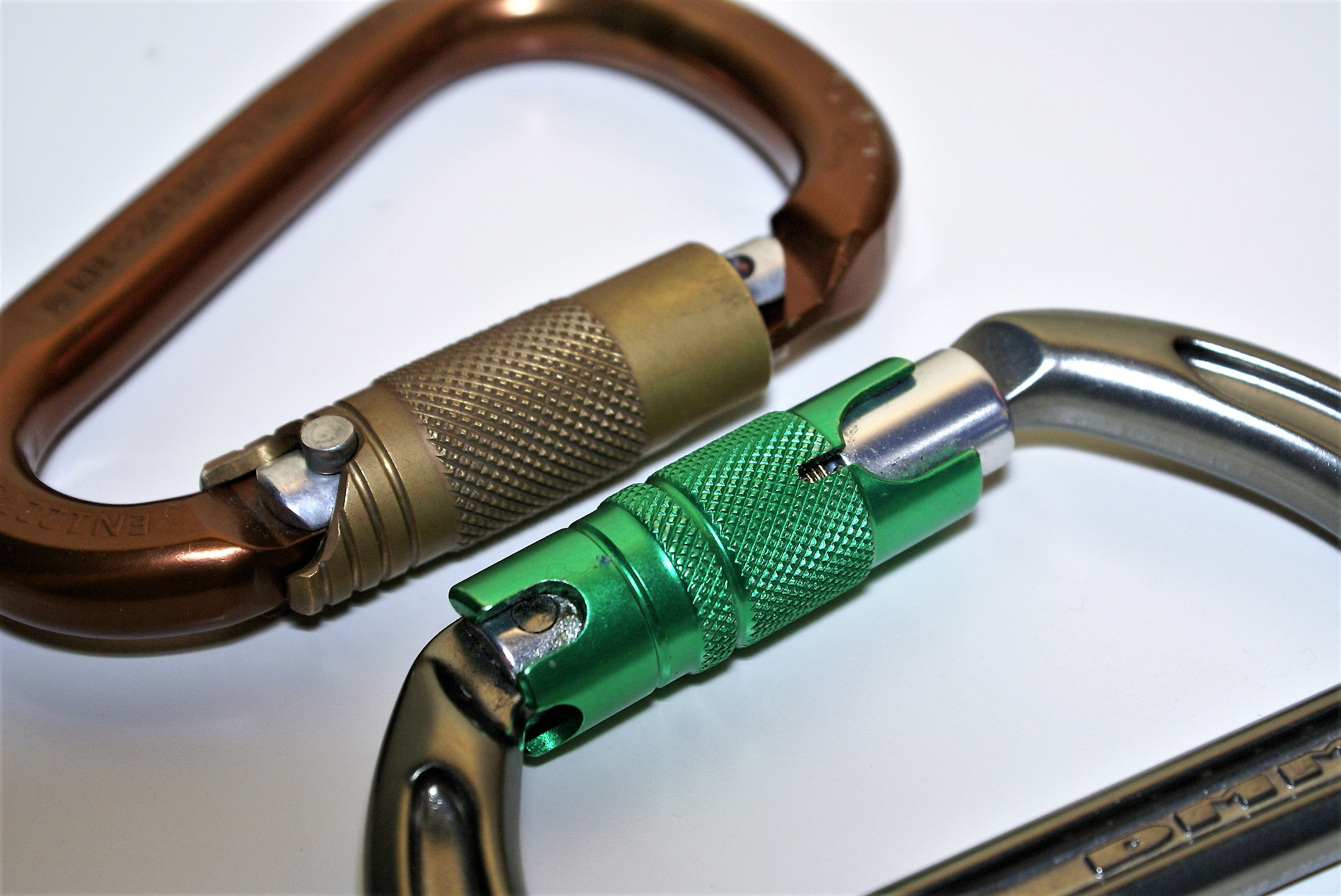
Tri-Lock, bei dem ein Metallstift ein Drehen verhindert, bevor der Nutzer die Hülse nach oben geschoben hat.

Da sich der Twist-Lock-Mechanismus mit den Ecken der Aussparung an Kleidungsstücken, anderen Ausrüstungsgegenständen oder einer Seilschlaufe verhängen und sich dabei selbst öffnen kann, wurden die Karabiner zu Selbstverriegelung mit drei unabhängigen Bewegungen entwickelt. Dabei wird die lange Verschlusshülse erst entlang der Verschlussachse nach oben geschoben und dann (wie beim Twist-Lock-Karabiner) um 90° gedreht um geöffnet werden zu können.

#### Sicherheitskarabiner
Mitte der 1990er wurden sogenannte Sicherheitskarabiner (Safetyhooks) entwickelt, die ein versehentliches Öffnen verhindern sollten. Dabei musste ein Sicherheitsbügel gedrückt werden, um den Schnapper öffnen zu können. Wie beim Twistlock-Karabiner ist der primäre Verriegelungsmechanismus noch mal selbst verriegelt, es werden also zwei unabhängige Bewegungen zum Öffnen benötigt.
Die Technik kommt unter anderem an Klettersteigkarabinern oder professionellen Absturzsicherungen (Bau, Feuerwehr, Rettungsdienste) zum Einsatz. Es erwies sich im Lauf der Anwendungen und der Zeit, dass diese Karabiner sich versehentlich an Kanten (vor allem an engen Durchstiegen wie Behältern oder Windkraftanlagen) öffnen können.

## Karabinerarten

### Normalkarabiner

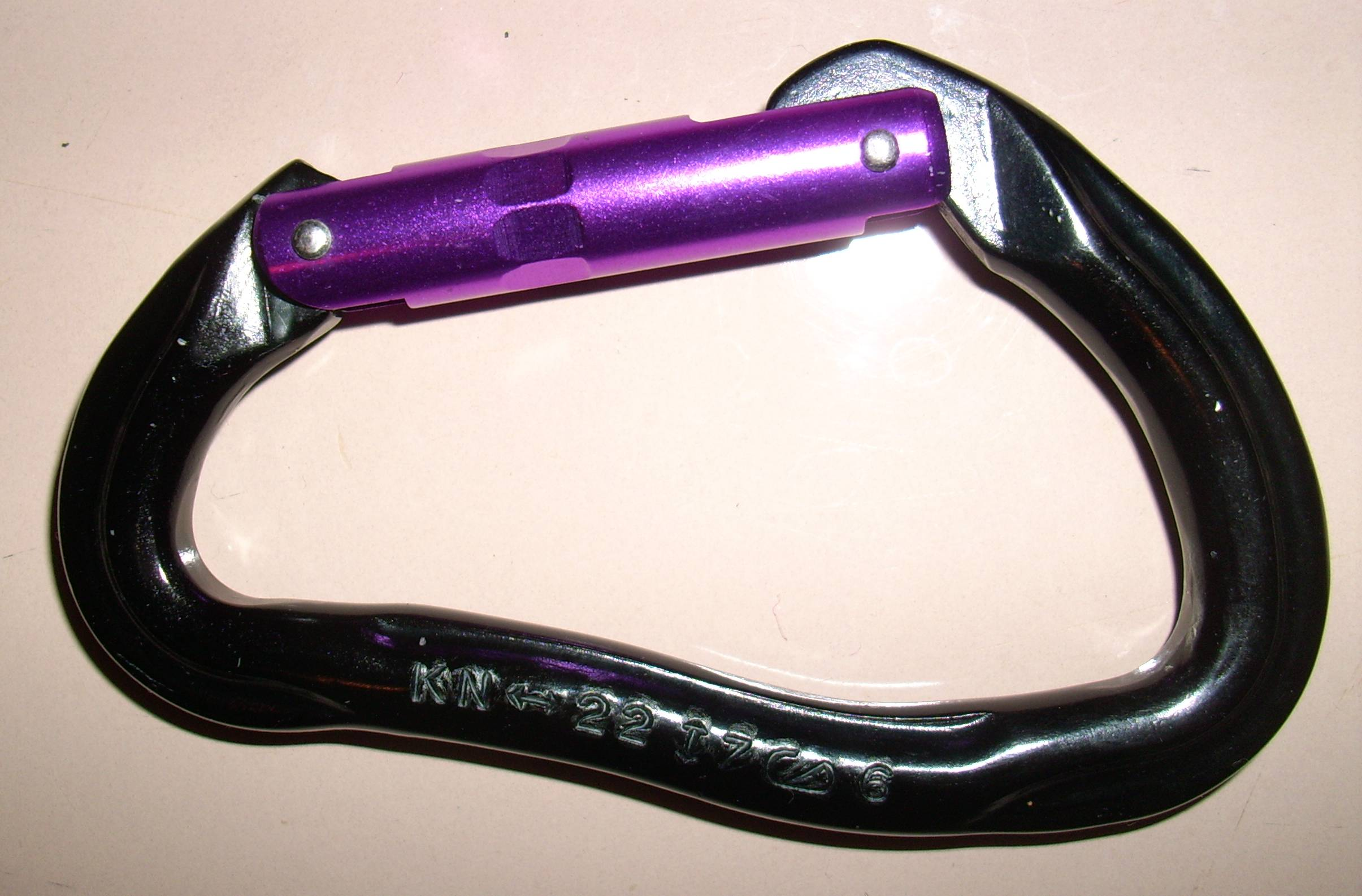
Normalkarabiner 22 kN

Karabiner ohne Verschlusssicherung werden oft als Normalkarabiner bezeichnet. Diese können dort verwendet werden, wo dem Karabiner keine sicherheitskritische Bedeutung zukommt (Beispiel dafür sind Materialkarabiner) oder wo die Möglichkeit, den Karabiner schnell öffnen und schließen zu können, einen größeren Sicherheitsgewinn bringt als der Sicherheitsverlust durch eine fehlende Verschlusssicherung (beispielsweise bei der Verwendung eines Expresssets). Als Ersatz für einen Verschlusskarabiner können zwei Normalkarabiner gegenläufig eingesetzt werden.
Normalkarabiner werden neben der Variante mit massivem Schnapper mit Drahtschnapper produziert. Diese haben bei gleicher Bruchlast den Vorteil, dass der Whiplash-Effekt schwächer ausgeprägt ist. Wenn ein Karabiner mit dem Rücken (der schnapperabgewandten Seite) schwungvoll gegen feste Strukturen schlägt (z. B. gegen Fels oder Stahlträger bei einem Sturz), öffnet sich der Schnapper kurzzeitig auf Grund der Massenträgheit. Wird der Karabiner in genau diesem Moment belastet, in dem er offen steht, kann nur der Karabinerrücken die auftretende Kraft aufnehmen. Im Allgemeinen betragen die Bruchlastwerte bei offenem Schnapper weniger als die Hälfte des Wertes bei geschlossenem Schnapper (bei den meisten Karabinern 9–10 kN offen im Vergleich zu mehr als 22 kN geschlossen), was bei entsprechender Sturzhöhe zum Bruch oder zur Verformung des Karabiners führen kann. Die Masse des Drahtschnappers ist dagegen bei gleicher Festigkeit wesentlich geringer als die eines Vollschnappers. Dies führt dazu, dass sich der Schnapper nur minimal öffnet und die Zeitspanne reduziert wird, in der eine Schnapper-offen-Belastung eintreten kann.
Im Klettersport finden Normalkarabiner mit gebogenen Schnapper häufig Verwendung an Expresssets. Durch die runde Form lässt sich zudem das Seil leichter einhängen.

### HMS-Karabiner
Ein HMS-Karabiner ist ein Karabiner, der die Verwendung einer Halbmastwurfsicherung erleichtert. Heutige HMS-Karabiner sind Verschlusskarabiner mit einer birnenähnlichen Form.
Bei der Sicherung wird in häufigem Wechsel Seil ausgegeben und eingeholt. Dabei ermöglicht es die breite Kopfform des Karabiners dem Knoten von einer Seite auf die andere zu springen. Das schmalere Ende soll ein Verdrehen des Karabiners erschweren.

### Feuerwehrkarabiner
Diese einfachen Schraubkarabiner wurden jahrelang bei den Feuerwehren zu Sicherungszwecken eingesetzt. Da die Feuerwehr als Rettungsorganisation nicht an Europanormen gebunden ist, war ein solches Vorgehen möglich und legal. In Höhenrettungsgruppen und bei der Sicherung gegen Absturz beim gesicherten Vorgehen werden heute (nach AGBF) überwiegend Schraubkarabiner oder selbstverriegelnde Karabiner verwendet. Gelegentlich wurden aber auch Rohrhaken als „Feuerwehrkarabiner“ bezeichnet. Unter anderem als Firehook bezeichnet entsprechen sie aber den Rohrhaken.

### Rohrhaken
Rohrhaken sind im Funktionsprinzip stabile Ausführungen eines Sicherheitskarabiners. Um das große Maul (Maulöffenweiten nach Typ zwischen 60 mm und 120 mm – in Sonderformen mehr oder weniger) öffnen zu können, muss der Anwender den Sicherheitsbügel drücken, um den Schnapper öffnen zu können. Zudem eröffnen einige Typen die Möglichkeit, den Rohrhaken um einen Ankerpunkt „zu schlagen“. Das bedeutet, dass ohne Entriegelung der Rohrhaken um eine geeignete Struktur gelegt werden kann, indem der Schnapper gegen die Struktur schlägt. Abnehmen lässt sich der Rohrhaken auch dann nur mit einer willentlichen und kontrollierten Entriegelung.

### Klettersteigkarabiner
Bei der Begehung von Klettersteigen mit Hilfe von Klettersteigsets werden Klettersteigkarabiner eingesetzt. Diese weisen gegenüber anderen beim Klettern eingesetzten Karabinern eine größere Bruchfestigkeit auf und haben größere Abmessungen, insbesondere bei der Öffnung. Klettersteigkarabiner verfügen über eine Verschlusssicherung, wobei hier unterschiedliche Verschlussmechanismen zum Einsatz kommen. Da auf Klettersteigen die Karabiner oft umgehängt werden, verfügen Klettersteigkarabiner über besonders leicht zu öffnende Verschlussmechanismen. Dies können unter anderem Twist-Lock-Sicherungen und Handballensicherungen sein.

### Karabinermesser
Karabinermesser stellen Karabiner dar, die zusätzlich ein kleines Taschenmesser enthalten. In Notsituationen kann damit beispielsweise ein Seil durchtrennt werden, die Geräte sind als behelfsmäßige Waffe geeignet. Bei der Verwendung ist die Aufschrift zu beachten, gegebenenfalls ist das Karabinermesser aufgrund seiner niedrigen Belastbarkeit nicht zum Sichern beim Klettern geeignet.

### Bolzenkarabiner
Ein Bolzenkarabiner hat einen kleinen Bolzen. Eine Feder sorgt dafür, dass der Bolzen den Karabiner automatisch schließt. Wenn der Karabiner geöffnet wird, spannt sich die Feder.

### Wirbelkarabiner
Ein Wirbelkarabiner hat ein drehbares Auge (Wirbel), damit sich ein an diesem Auge befestigtes Seil nicht verdreht. Es gibt runde oder gerade, drehbare Wirbel.

### Schmuckkarabiner
Der Karabiner ist auch in der Schmuckszene ein häufig benutztes Element. Es handelt sich hierbei um eine kleine und meist filigrane Art des Karabiners und dient in der Regel als Verschluss einer Kette oder eines Armbandes. Es gibt Schmuckkarabiner in allen möglichen Farben und Legierungen, wobei die Materialien Gold und Silber immer noch am beliebtesten sind. Auch die Form kann unterschiedlich sein. So gibt es Modelle, die einen eher rundlichen Bauch haben oder eher flache Modelle.

Verschiedene Karabinerarten
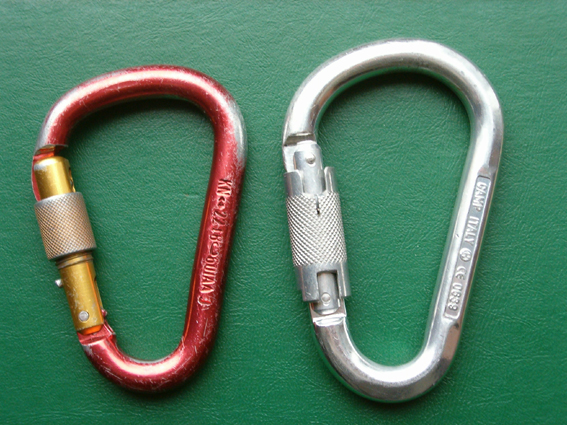
HMS-Kletterkarabiner: links: mit Schraubverschluss, rechts: mit Schieberhülse
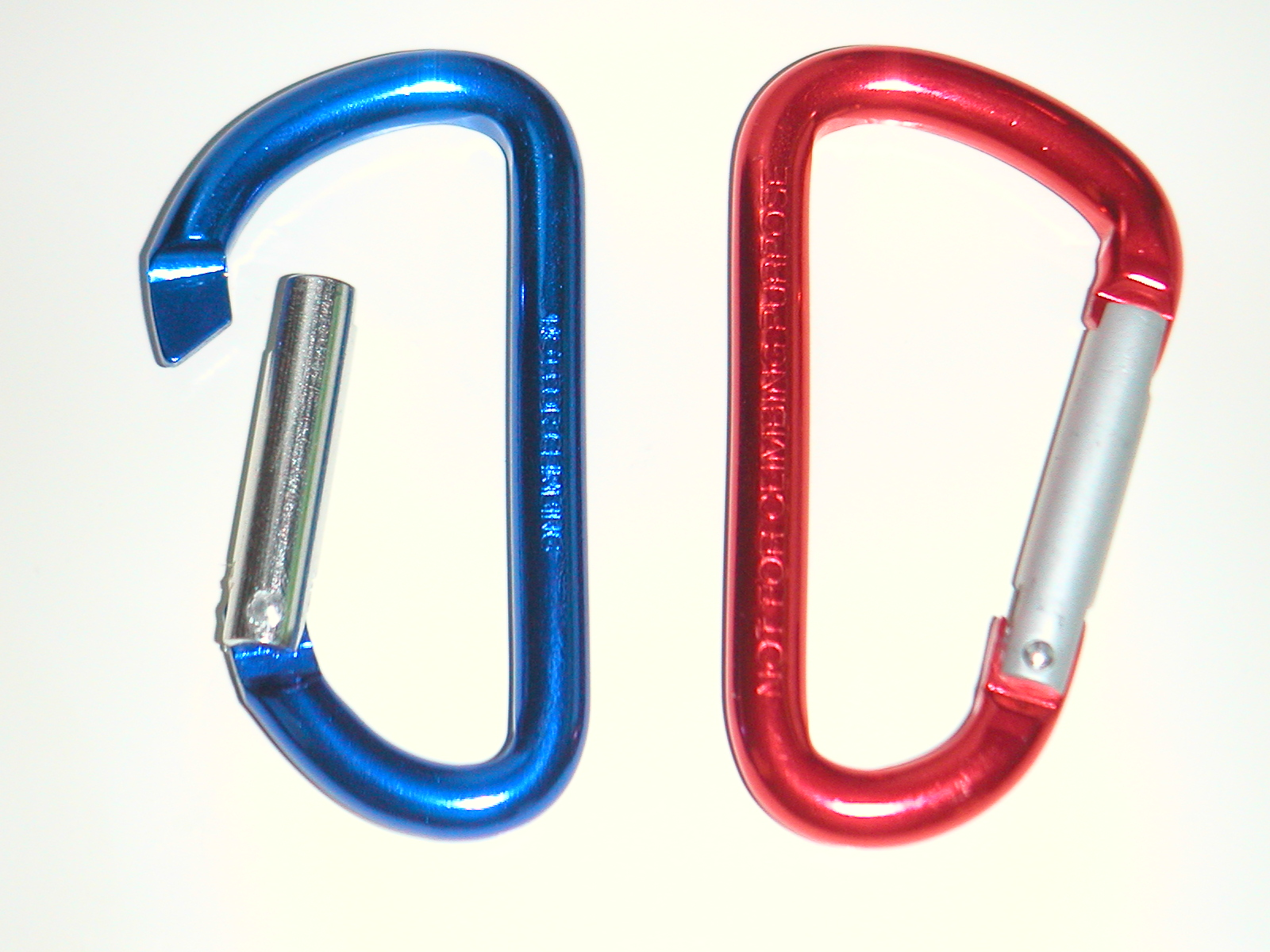
Schmuck-Karabiner sind nicht zur Kletterverwendung zugelassen
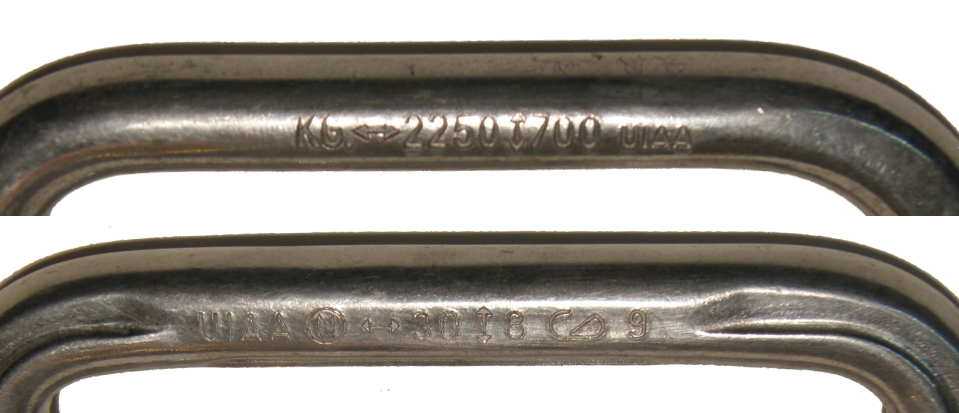
Beispiele der UIAA-Kennzeichnung in Kg (veraltet) und Kilonewton
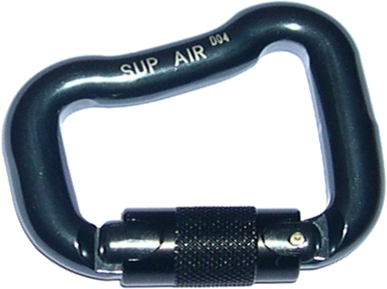
Karabiner für den Gleitschirmsport
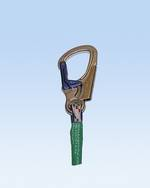
Safetyhook/Sicherheitskarabiner
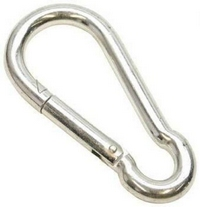
Einfacher Karabiner
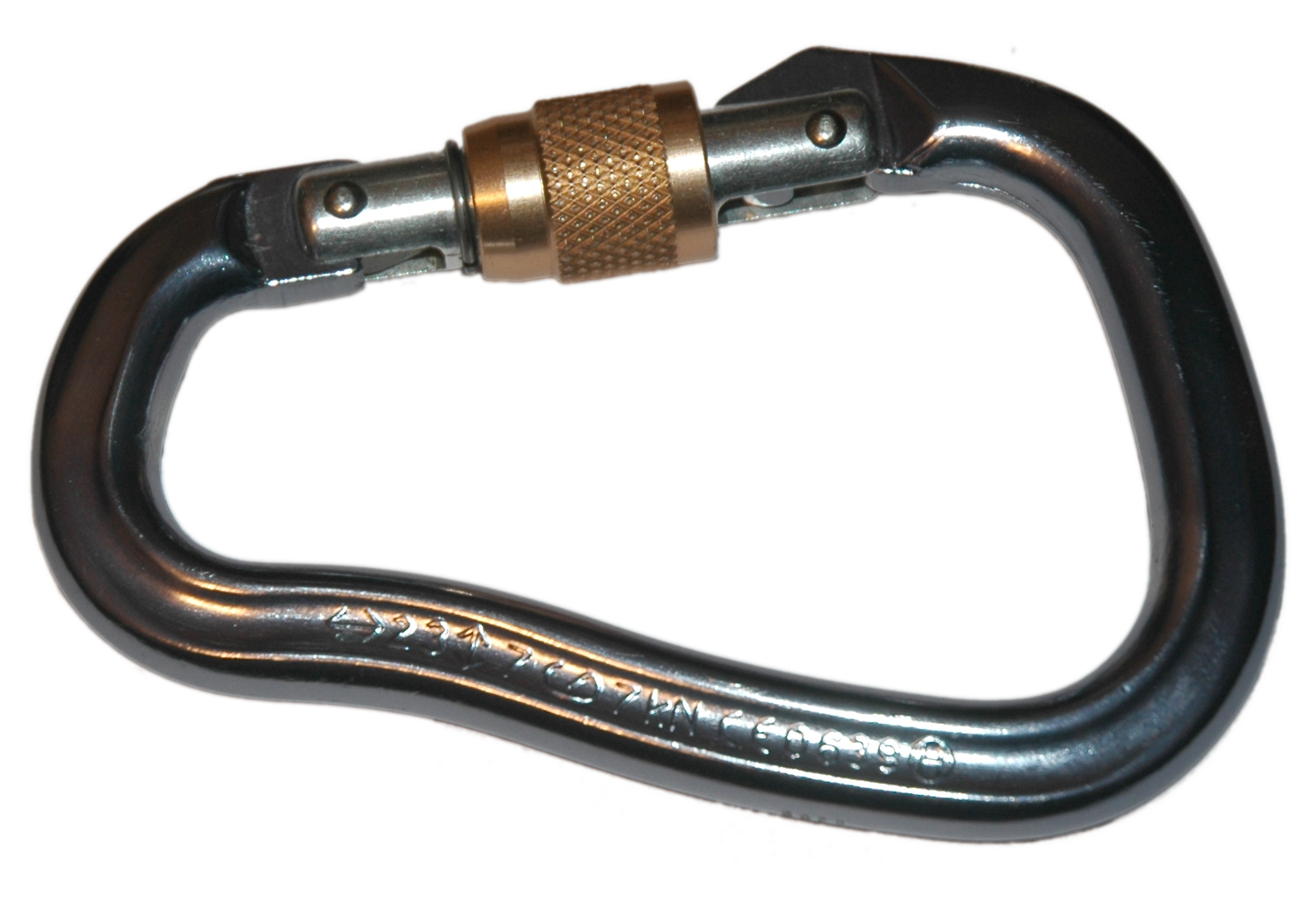
HMS-Karabiner
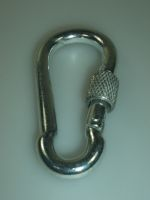
Feuerwehrkarabiner
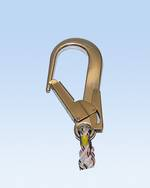
Rohrhaken oder „Firehook“
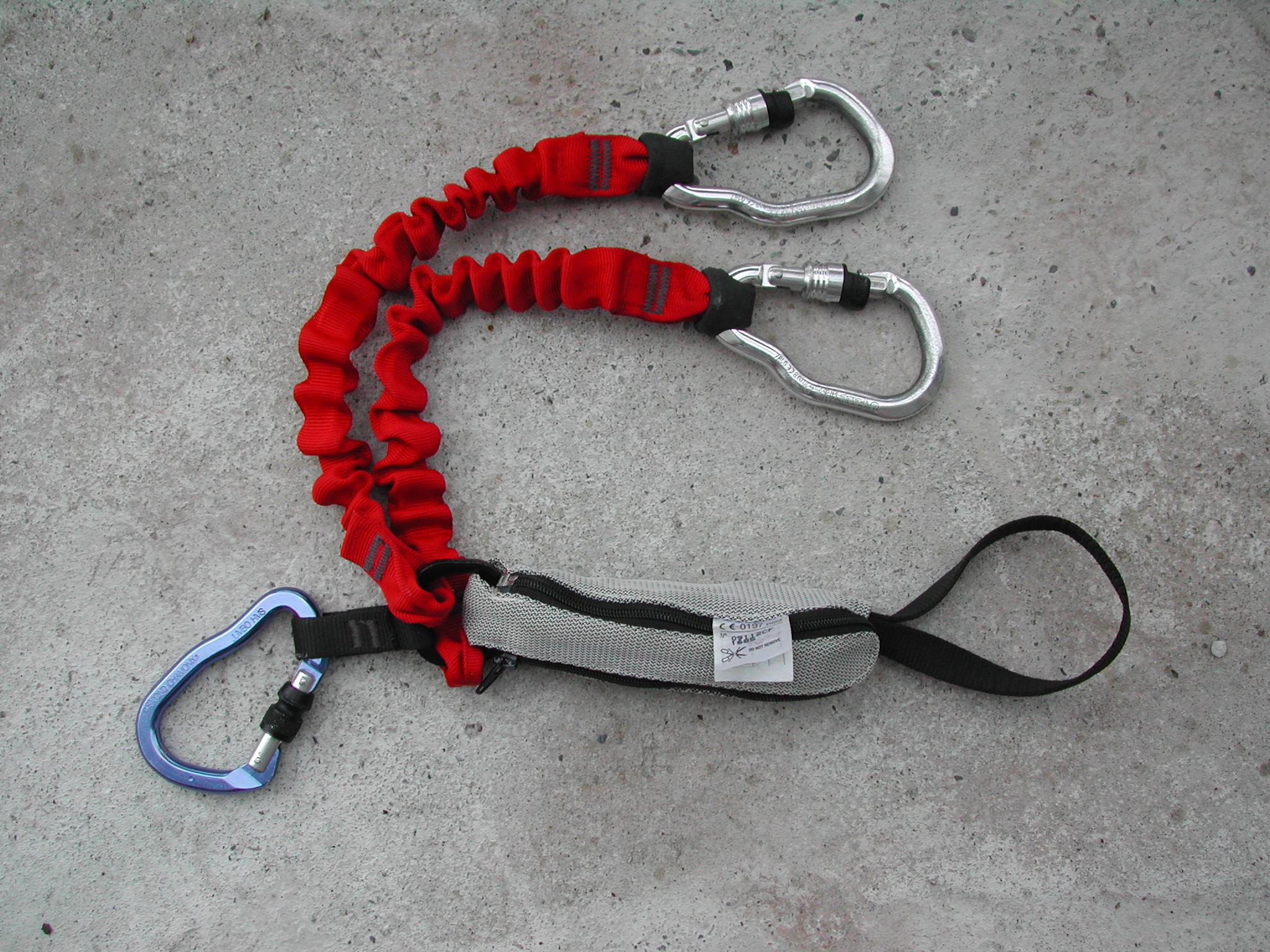
Klettersteigset mit zwei Klettersteigkarabinern
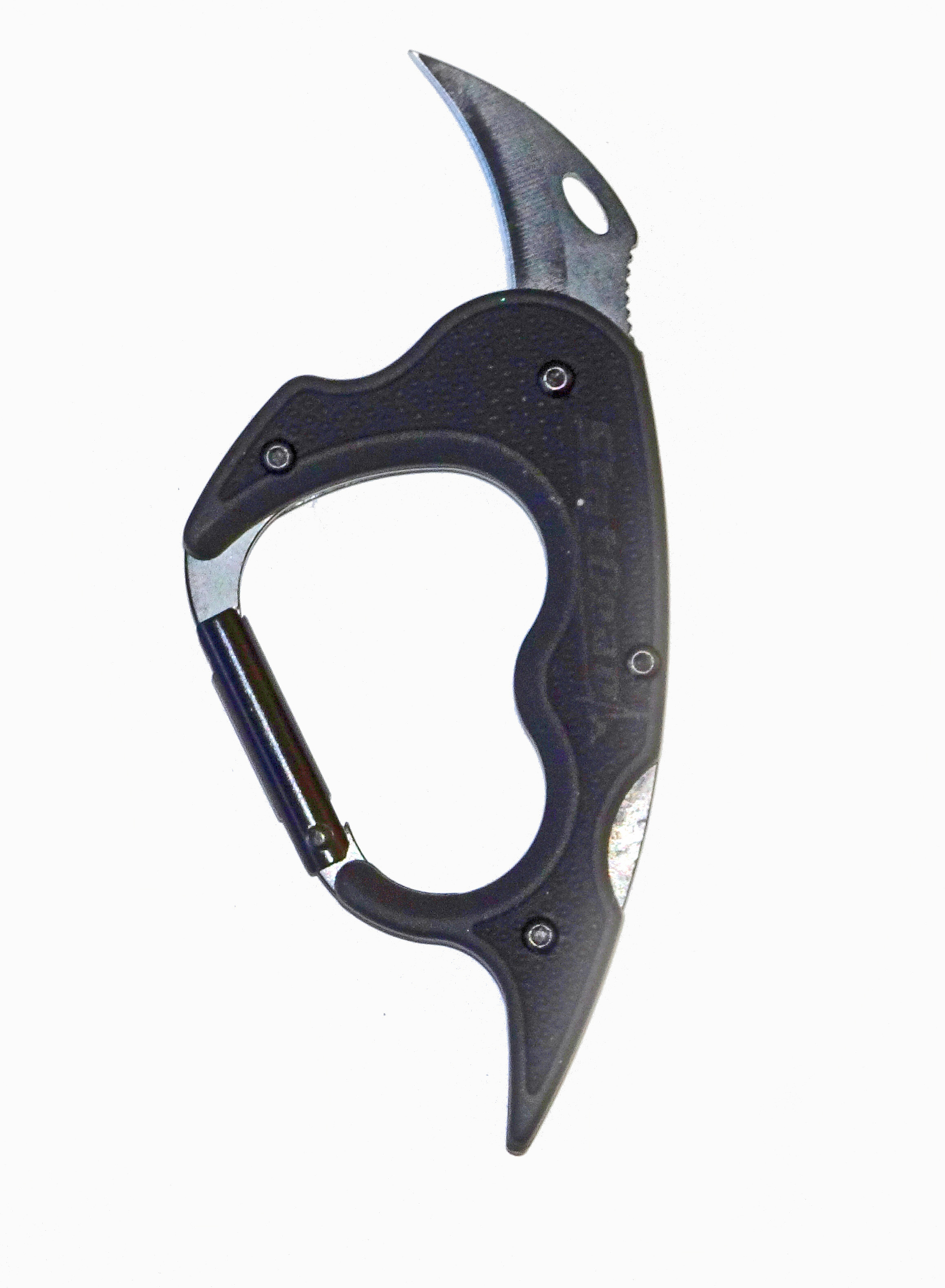
Karabinermesser, geöffnet
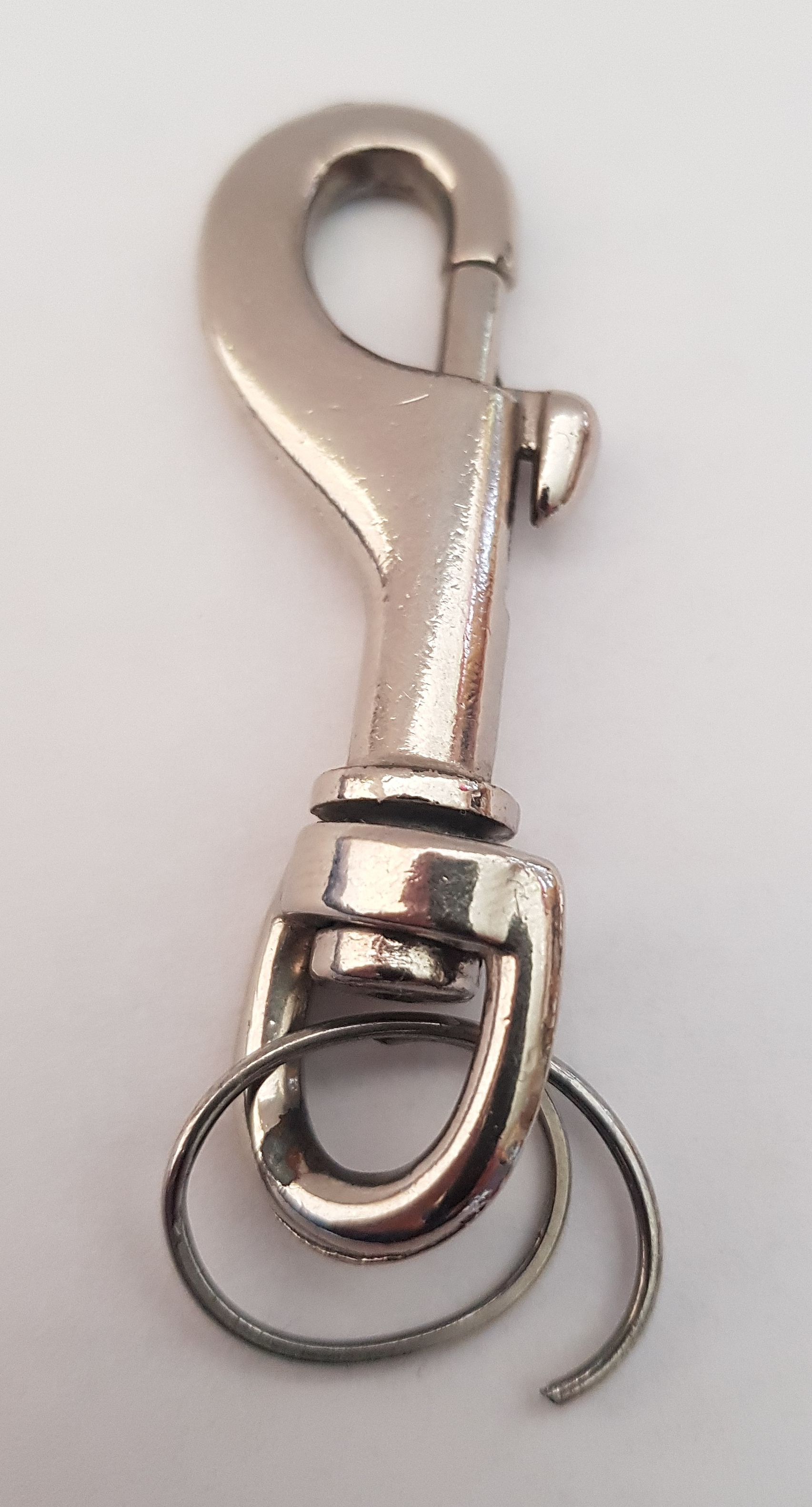
Bolzenkarabiner mit rundem Auge (Wirbel)